# La Rivière de la mort (film, 1951)
Pour plus de détails, voir Fiche technique et Distribution.

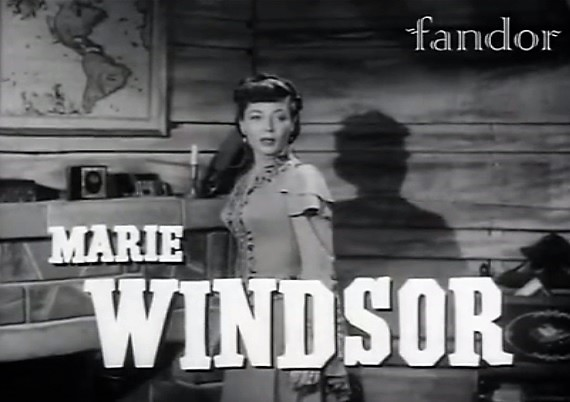

La Rivière de la mort (Little Big Horn) est un film américain de Charles Marquis Warren, sorti en 1951.

## Synopsis
Le capitaine Phillip Donlin (Lloyd Bridges) et son lieutenant John Haywood (John Ireland) doivent atteindre Little Big Horn afin d'avertir le général Custer de l'attaque des Sioux et d’un massacre imminent. Donlin lance sa troupe à travers un voyage ardu et dangereux, harcelé par les indiens. La tension s’accentue lorsque le commandant de la patrouille soupçonne son subordonné d'avoir une liaison avec sa femme.

## Fiche technique
- Titre original : Little Big Horn
- Titre : La Rivière de la mort
- Réalisation : Charles Marquis Warren
- Scénario : Charles Marquis Warren, d'après une histoire de Harold Shumate
- Production : Carl K. Hittleman
- Direction artistique : F, Paul Sylos
- Décors : Théodore Offenbecker
- Costumes : Alfred Berke
- Photographie : Ernest W,Miller
- Musique : Paul Dunlap
- Durée : 86 minutes
- Date de sortie : États-Unis : 15 juin 1951
- Société de distribution : Lippert Films

## Distribution
- Lloyd Bridges : Capt. Phillip Donlin
- John Ireland : lieutenant John Haywood
- Marie Windsor : Celie Donlin
- Reed Hadley : Sgt. Maj. Peter Grierson
- Jim Davis : Caporal Doan Moylan
- Wally Cassell : Pvt. Danny Zecca
- Hugh O'Brian : Pvt. Al DeWalt
- King Donovan : Pvt. James Corbo
- Richard Emory : Pvt. Mitch Pelles
- John Pickard :Sgt. Vet McCloud
- Richard Sherwood : Pvt. David Mason
- Sheb Wooley
- Larry Stewart : Stevie Williams
- Rodd Redwing : Caporal Arika
- Dick Paxton : Pvt. Ralph Hall
- Gordon Wynn : Pvt. Arndt Hofstetter
- Ted Avery :Pvt. Tim Harvey
- Barbara Woodell : Margaret Owen
- Anne Warren : Anne Owen

La patrouille...
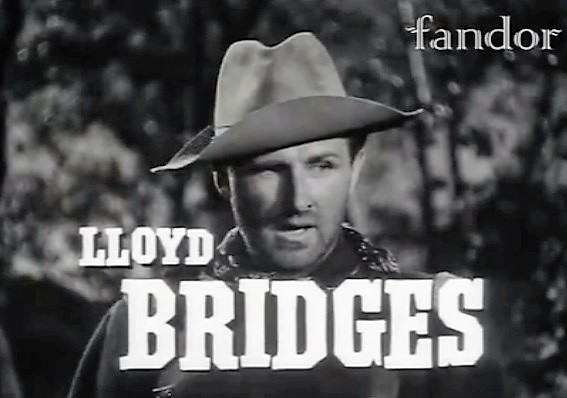
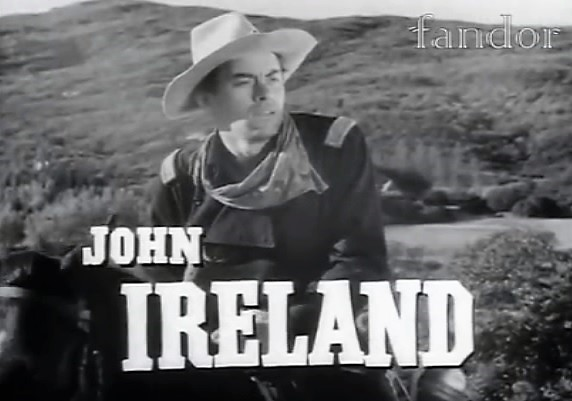
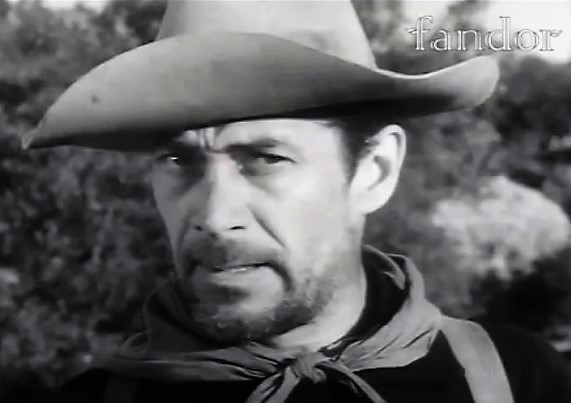
Reed Hadley
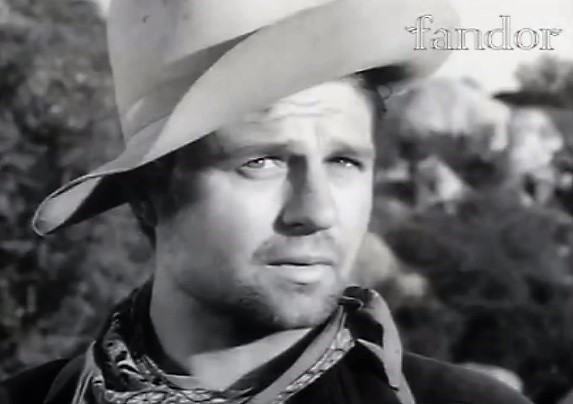
Jim_Davis
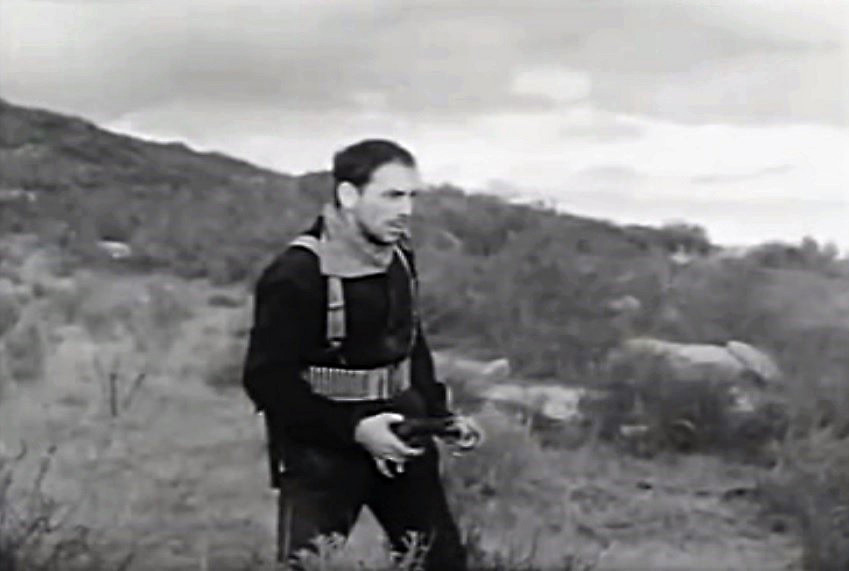
Wally Cassell
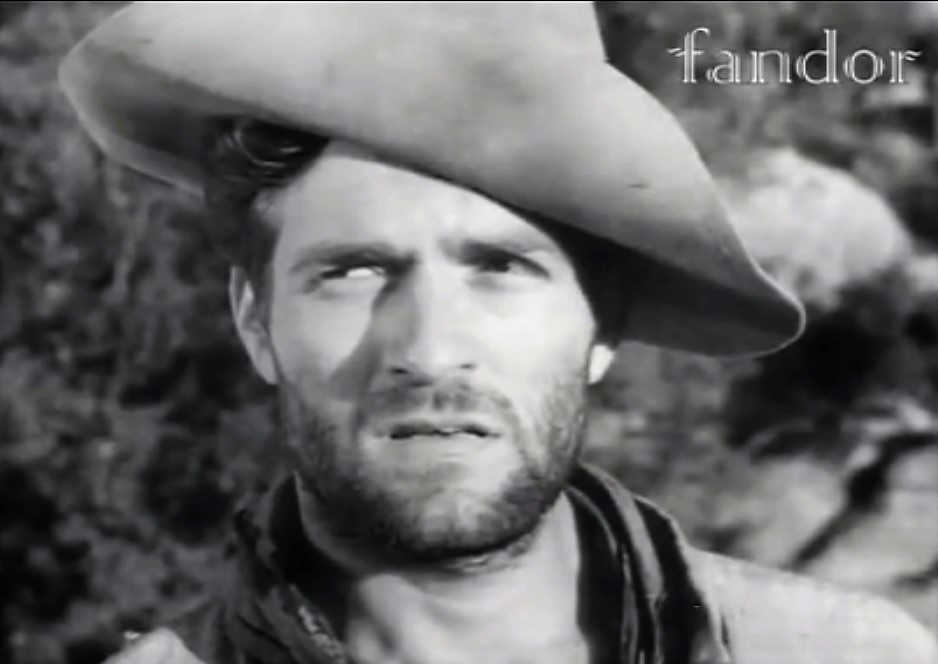
Hugh O'Brian